# 스타크래프트 II: 자유의 날개
《스타크래프트 II: 자유의 날개》(영어: StarCraft II: Wings of Liberty)는 블리자드 엔터테인먼트가 스타크래프트: 브루드 워의 후속작으로 출시한 전략 게임이다. 2010년 2월 18일 클로즈 베타 테스트를 시작했고, 2010년 7월 27일 오픈 베타 테스트를 시작함과 동시에 정식 발매되었다. 미래의 우주를 배경으로 한 스타크래프트: 브루드 워 후 4년 뒤를 게임의 배경으로 하고 있으며  테란(Terran)저그(Zerg), 프로토스(Protoss) 사이의 전쟁을 다루고 있다. 2010년 7월 20일, 최종 클로즈 베타 테스트를 끝마쳤으며, 2010년 7월 27일 오전 2시에 오픈 베타 테스트를 시작함과 동시에 정식 발매되었다.

## 발매 일지
- 2010년 7월 27일 오전 2시, 오픈 베타 테스트를 시작함과 동시에 정식 발매되었다.
- 2010년 9월 18일 대한민국 지역에서의 오픈 베타 테스트가 공식 종료되고 상용화가 시작되었다.

## 출시

### 출시 연기
- 2008년 10월 12일 블리자드 엔터테인먼트 마이크 모하임 사장이 2009년 출시할 예정이라고 발표했었다.[1]
- 그러나 블리자드 프랭크 피어스 부사장은 2009년에 발매되지 않을 수도 있다고 했다.[2]
- 결국 블리자드 엔터테인먼트는 2009년 8월 5일 2분기 실적발표를 통해 출시가 2010년으로 연기되었다고 공식적으로 밝혔다.[3]

### 3부작 출시
- 스타크래프트 II는 3부작으로 출시되었다. 블리자드 엔터테인먼트 측은 3개의 종족별 캠페인을 대규모로 구성하기로 했다. 테란 캠페인의 경우, 총 미션의 수가 29개로 매우 많으며, 플레이 시간은 보통 30시간이 넘으며 테란 하나의 내용만 담아도 다른 실시간 전략 게임 1개에 버금가는 콘텐츠가 나오기 때문이라고 말한다.[4]
- 아래의 순서대로 출시되었다.
  1. 자유의 날개(WINGS OF LIBERTYㆍ테란 시나리오)
  2. 군단의 심장(HEART OF THE SWARMㆍ저그 시나리오)
  3. 공허의 유산(LEGACY OF THE VOIDㆍ프로토스 시나리오)
- 새로운 캠페인이 출시될 때마다 새로운 유닛이 추가될 예정이다. 이에 대해 대작에 대한 기대가 있는 반면 비용 부담과 상술에 대한 지적도 있다. 블리자드 엔터테인먼트 측은 게임 자체의 완성도를 높이기 위한 결정이었다고 주장했다.

### 패키지 발매 논란

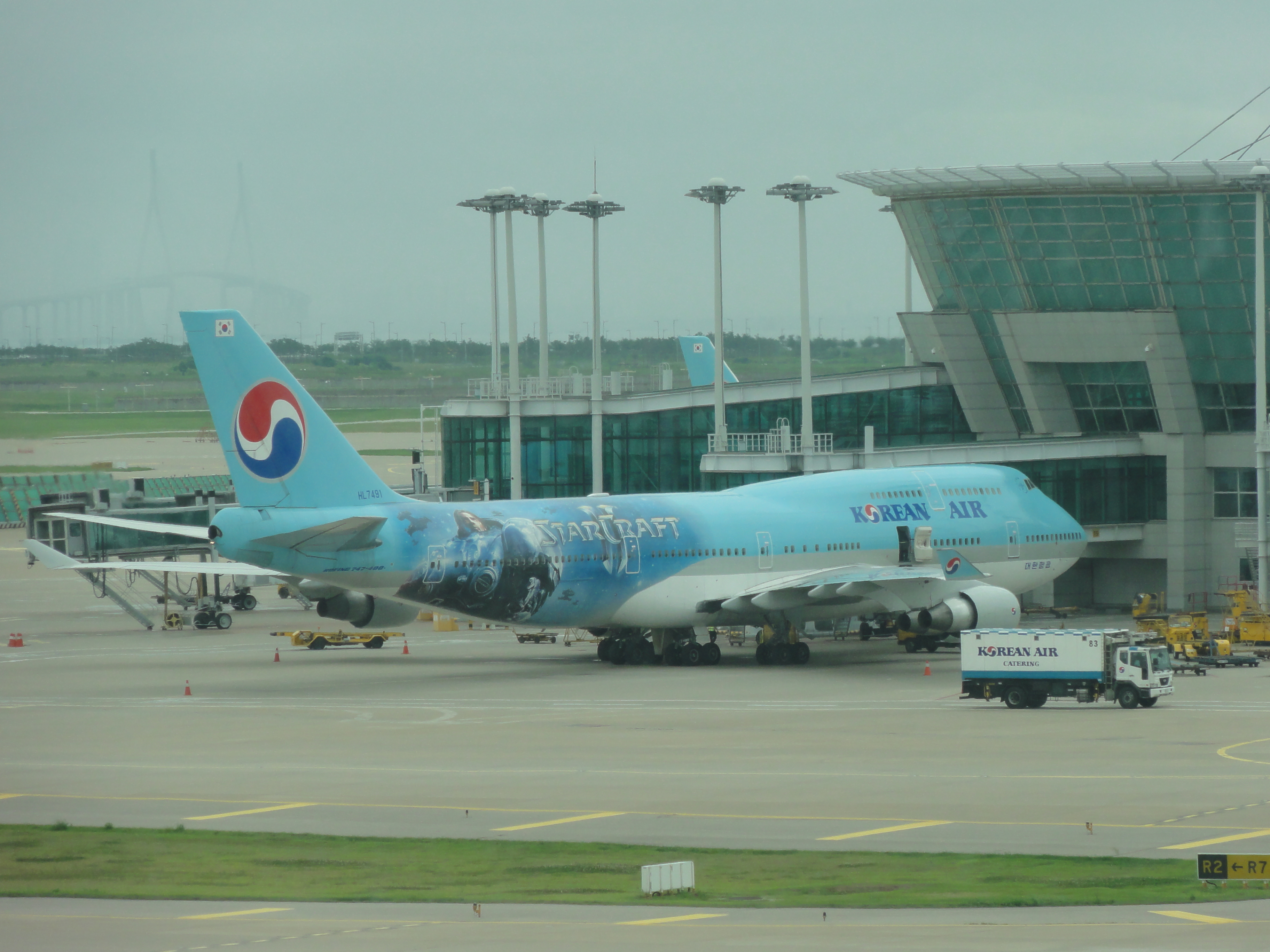
스타크래프트 II 캐릭터인 짐 레이너가 래핑된 대한항공 보잉 747

- 2010년 6월 24일 대한항공 격납고 미디어데이 자리에서 블리자드는 스타크래프트 II 캐릭터인 짐 레이너가 래핑된 보잉 747를 공개하면서 대한민국에서의 발매형식에 대해 발표를 하였다. 그런데, 여기서 대한민국에는 패키지는 제외하고 DLC(디지털 다운로드 콘텐츠)로만 발매한다고 한 부분이 팬들에게서 논란이 되었다. 블리자드는 대한민국에서는 패키지 시장을 찾아 볼 수 없으므로, 최적화된 판매 방식을 선택한 것이라고 주장하며 팬들의 항의에 침묵만을 유지하였다. 그 탓에 일부 팬층에서는 구매하지 않겠다는 의견도 더러 나왔지만 불매 운동으로는 확산되지 않았다. 하지만 긍정적인 의견이 생겨나기 시작하면서 논란은 조금씩 불식되고 있는 모양새다. 이와 관련해서 배틀넷 토론장에는 많은 유저들의 불만이 섞인 이야기가 올라오고 있다.
- 2010년 9월 4일 스타크래프트 II: 자유의 날개 패키지판이 발매될 것이라는 뉴스가 발표되었다.[5]
- 2010년 9월 18일 오전 11시 오픈 베타 테스트가 정식 종료되고, 인터넷 결제나 롯데마트에서 패키지 구매가 가능해졌다. 또한 패키지 발매 이전에 디지털 다운로드 방식으로 이미 구매한 경우, 신청자에 한해 게임 키를 제외한 패키지 부속물을 무료가 아닌 택배비(3천원)를 받고 보내주었다.

## 등급 판정
스타크래프트의 경우 대한민국에서 만 12세 이상 등급이었다.(이전에는 만 18세 이용가였지만 지금은 심의에 걸리는 부분을 수정하여 만 12세 이용가로 낮아졌다.(예로 만 12세는 유닛이 죽으면 검은색 물질이 나오지만 18세는 피가 나온다.)) 그러나 스타크래프트 II: 자유의 날개는 TEEN(청소년 이용가) 등급 판정을 받은 해외와는 달리 보수적, 형식적이고 규정이 엄한 대한민국의 게임등급위원회에 의해 스커미시 버전에서 폭력성을 이유로 15세 이상 등급을 받았으며, 최근 싱글플레이가 추가된 알파 11900 버전으로는 폭력성과 함께 싱글 플레이에서 술과 담배가 등장한다는 이유로 약물 표현까지 추가돼 두 번째 심의에서도 15세 이용가로 판정 받았다.
2010년 3월 31일 게임물등급위원회에 접수된 스타크래프트 II: 자유의 날개 출시 후보(RC) 버전은 2010년 4월 30일 심의 결과 폭력성, 부적절성, 약물로 일치하는 결과, 게임산업진흥에 관한 법률 제21조 제2항과 심의규정 제9조 제4호에 따라 유저들의 항의도 무시하고 등급 분류를 "18세 이용가"로 결정하였다. 그러나 이러한 등급 분류 결정은 후에 여러가지로 큰 논란과 심각한 부작용을 낳게 되었고 최근에는 이러한 불만이 갈수록 커져가자 마지못해 그 회유책으로 비록 게임에 대한 재미는 반감되더라도 혈흔을 검은색으로 바꾸고, 죽는 효과를 약화시켰고, 담배를 피우는 장면을 조금 없앤 12세 이용가 버전도 계획되었다.
결국, 2010년 7월 27일 오픈 베타 테스트를 시작한 스타크래프트 II는 12세 이용가(업소용 수정판), 18세 이용가(동영상을 제외하면 개인용 무수정 원판이고 동영상이 추가된 것은 개인용 무수정 완전판)의 등급별로 게임을 즐길 수 있게 배포되었다. PC방 등 많은 사람들이 사용하는 업소용 컴퓨터에서는 12세 이용가 버전만 즐길 수 있지만, 개인용 컴퓨터에서는 18세 이용가 버전도 사용할 수 있다. 대한민국에서 발매된 패키지는 현재 12세 이용가나 18세 이용가로 선택하여 즐길 수 있으며 PC방에는 공급이 금지되어 있다.

## 전작과 달라진 점
전작과 다른 점은 상성이 뚜렷해지고 한 판당 평균 플레이 시간이 줄게 되었으나, 더욱 많아진 컨트롤 덕에 실시간 전략 게임의 진수를 보여주고 있다.

### 향상된 인터페이스
- 오른손잡이용 단축 키 설정과 왼손잡이용 단축 키 설정이 존재한다.
- 누르기 불편했던 단축 키를 편한 위치로 옮겼다. (오른손잡이용 기준 예: 탐사정 단축 키 P → E, 대군주 단축 키 O → V, 해병 단축 키 M → A)
- 단축키 설정을 변경할 수 있다. 예를 들면 캠페인에서 사용하는 망령의 경우 은폐해제 키가 D이지만 전작처럼 C 로 변경할 수 있다.
- 전작에서 한 부대당 12기의 유닛까지 지정할 수 있었던 것이 255기의 유닛으로 한도가 늘어나 부대를 나눠서 지정하지 않고 한꺼번에 지정할 수 있게 되었다.
- 대전 검색 방식을 도입해 방으로 직접 들어가야 했던 번거로움이 줄었다.
- 스킬 중복 방지 기능을 도입, 각 유닛이 따로 스킬을 발동함으로써 한꺼번에 스킬이 발동되어 쓸데없는 곳에 스킬이 소비되는 것을 막았다.
- 쉬프트 예약 명령어가 발달하였다.

### 뚜렷한 상성 체계
- 스타크래프트는 유닛간 상성 관계가 크지 않았지만 스타크래프트 II에서는 유닛간 상성이 뚜렷해졌다. (예: 불멸자 기본 공격력 20, 중장갑 공격력 50)
- 한 번 교전에서 패하면 돌이킬 수 없는 상황을 초래하게 된다.
- 극상성으로 인해 정찰이 더더욱 중요해졌으며 입구를 막는 것도 중요해졌다.
- 뚜렷한 상성이 있어 원하는 유닛을 만들 테크를 올릴 때 만들어야 했던 건물들이 전작에 비해 줄었다.
- 스타크래프트에 비해 자원캐는 시간, 건물짓는 시간이 짧아졌다.
- 스타크래프트에 비해 교전시간이 짧아졌다.
- 전작에 비해 전체적인 모든 유닛 활용도가 넓어졌다.

### 디자인
- 디자인이 3D로 바뀌었다.
- 싱글플레이에서 등장인물들이 힌트를 주거나 대사를 할 때, 유닛을 선택했을 때 작은 칸으로 등장하는 초상을 보면 각 국가의 언어로 이야기하는데, 인물이 말하는 입 모양을 해당 국가의 언어를 발음하는 움직임에 맞게 표현하였다.

### 버그 제거
- 전작에서는 유닛이 이동시킨 위치와 조금씩 다른 곳으로 가는 버그가 많았지만, 이번작은 좀 더 정확하게 컨트롤이 가능해졌다.
- 명령을 빠르게 내렸을 때 모두 받아들이지 못하는 버그가 사라졌다.

### 싱글플레이
블리자드 엔터테인먼트 측은 싱글 플레이를 대폭 강화했다고 말했다. 이는 북미, 유럽 게이머들에게 익숙한 비디오 게임 형식을 적극 반영하겠다는 의지의 표현으로 볼 수 있다.

### 게임 관전
블리자드는 스타크래프트 II에 게임 관전시 유용한 여러 기능들을 추가하였다. 대표적으로 관전 모드에서 오버레이 기능을 꼽을 수 있다. 아래는 관전 모드에서 볼 수 있는 항목들이다.
- 자원 채취량
- 유닛 생산, 건물 건설 및 업그레이드 진행 현황
- 각 플레이어의 시점
- APM(Action Per Minute, 분당 명령 실행 수) 통계
- 유닛 수 통계
- 자원 통계
- 빌드 오더

### 적용된 기술
- 하복 물리 엔진 적용
- HDR 지원

## 종족과 세계관
블리자드 엔터테인먼트 측은 새로운 종족을 추가할 것을 검토하기도 하였으나, 밸런스를 유지하기 위해 원작과 같이 테란, 프로토스와 저그 3종족 이외에 새로운 종족을 추가하는 대신 기존 3종족의 특징을 더 부각시키는 쪽으로 개발 방향을 잡았다. 게임 시나리오를 진행하다 보면 새로운 종족으로 보이는 것이 나오는데, 이는 저그와 프로토스의 유전자를 혼합한 종족으로 3개 종족 이외의 전혀 새로운 종족이 아니다. 게임의 진행은 전작과 같은 장소인 코프룰루 구역(Sector)에서 벌어지는 종족간의 전쟁을 다룬 이야기이다. 시기는 스타크래프트: 브루드 워 이야기 이후 4년 뒤이다.
스타크래프트의 세계관상 현존인류를 인간이라 부르지 않고 테란이라 부른다. 그 이유는 이 세계관에서는 인간의 개념이 상당히 광범위하기 때문에 프로토스인도 인간이라 불린다. 즉, 지구인(테란)과 아이어인(프로토스)를 구분하기 위해서 현실에서의 인류를 편의상 테란이라 부른다.
- 테란(Terran): 지구에서 추방당하여 은하계의 한 일부로 이주한 지구인들은 현재의 코프룰루 구역에 정착하여 문명을 발전시켜 나갔다. 그 중 가장 강력한 세력이었던 테란 연합은 아크튜러스 멩스크가 이끌던 반란군(코랄의 후예_Son of Korhal)에 의해 멸망하고, 멩스크는 스스로 황제 자리에 오르며 테란 자치령을 전 코프룰루 구역에 선언한다. 한편 스타크래프트: 브루드워에 등장한 UED는 저그의 케리건 군단에게 패하여 지구로 돌아가다 흔적도 없이 저그에게 몰살당하면서 붕괴된다. 과거 아크튜러스 멩스크의 부하였다가 등을 돌리고 프로토스와 협력 관계에 있던 짐 레이너는 스타크래프트 II: 자유의 날개의 실질적 주인공이며, 현재 독재주의를 실현하는 자치령에 대항해 반란을 시도하려 하지만 번번히 언론이란 세력에 반란의 시발점은 늦어지고 있다. 특히 이 세계관에서 언론이란 UNN이 유일한데 이 UNN에서도 도니 버밀리언이라는 아나운서가 멩스크의 앞잡이 노릇을 하고 있다. 나중에 짐 레이너가 진보파인 케이트 록웰의 도움으로 UNN을 점령한 뒤 케이트가 아크튜러스 멩스크의 실체를 낱낱이 밝히자 UNN의 아나운서인 도니 버밀리언은 미쳐서 정신병원에 입원하게 된다.

- 프로토스(Protoss): 젤나가인 아몬에게 진화된 종족으로써 스타크래프트에서 고향 행성 아이어가 저그 군단에 의해 몰락당해 저그의 영토가 되고 프로토스는 과거에 추방당한 암흑 기사단들의 고향 사쿠러스로 거주지를 옮긴다. 족장 라자갈이 케리건의 계략으로 조종당하여 죽게 된 후, 신관 아르타니스를 중심으로 프로토스는 문명을 재개척해 나가고 있다. 한편, 암흑정무관 제라툴은 스타크래프트: 브루드워의 보너스 미션에서 샤미르 듀란이 예언한 우주의 종말의 실마리를 찾아 우주를 헤매고 있는 중이다. 제라툴과 더불어 여성 집정관인 셀렌디스가 프로토스를 이끌고 있다. 셀렌디스는 짐 레이너에게 자신과 함께 저그바이러스의 확산을 막기 위해 아그리아 거주지 전멸 작전에 동참할 것을 권유하지만 아그리아 거주지의 지도자인 과학자 아리엘 핸슨은 자신이 저그바이러스 치료제를 개발하기 위해 아그리아 거주지 전멸 작전을 반대하고 있다.

- 저그(Zerg): 젤나가인 아몬에게 진화된 종족으로써 제러스 행성에서 시작하여 코프룰루 구역까지 오게 된 저그는 프로토스의 테사다르에 의해 자신들의 주인 초월체(Overmind)가 죽자, 주도권을 '칼날 여왕' 케리건에게 넘겨준다. 이후 저그는 케리건을 중심으로 화산 행성 차에서 군단을 번식시키기 시작했으며 종족 전쟁 이후 4년 간 잠적해있는다. 케리건은 과거에 뉴게티스버그에서 자신을 내팽개치고 도주한 멩스크에 대한 증오와 분노가 극에 달해 있었다. 이후 레이너가 자치령의 황태자이자 친서민적이고 사회의 안녕과 질서를 생각하는 진보파인 발레리안 멩스크와 손을 잡아 차 행성에서 케리건을 프로토스 유물로 정화시킨다.[9]

## 게임 플레이

### 유닛·건물 목록
스타크래프트 II: 자유의 날개는 전작 스타크래프트에 비하여 조그만한 변화가 있다. 먼저 구 유닛 일부가 없어지고 신규 유닛과 건물을 지을 수 있게 되었으며, 특히 과거 스타크래프트의 베타 버전에서 시행하던 방식 (예: 유즈 맵 세팅으로 설정하지 않은 게임 관전, 지형물 공격)들이 시행되었다. 그러나 게임 플레이의 기본적 방식은 전작과 비교하면 달라지지 않았기에 스타크래프트를 즐기던 사용자들은 스타크래프트 II를 비슷한 방식으로 즐길 수 있다.
그러나 블리자드 엔터테인먼트가 공략한 대로 신규 유닛의 기능이 상당수 게임의 승패를 가를 수 있는 요소로 작용하면서 스타크래프트 II를 처음 접하는 유저들에게는 신규 유닛을 다룰 수 있는 또다른 능력이 요구되고, 이를 통해 색다른 재미를 더 할 거란 블리자드 엔터테인먼트의 주장이 있다.

### 미션 플레이
스타크래프트 II의 미션과 개인 대전의 차이는 비록 구 유닛은 개인 대전이나 멀티 플레이어에선 사라졌지만 미션에서는 임무를 완수하면서 구 유닛 역시 다룰 수 있게 했다. 또한 미션에서는 멀티플레이어에서는 지원하지 않는 특수한 업그레이드와 용병을 구입할 수 있으며 이를 통해 게임의 좀 더 흥미로운 진행을 할 수 있게 한다. 거기에 미션에서만 등장하는 몇몇 유닛들도 존재한다.
또한 미션에서는 스타크래프트 II에서 시도된 인물들간의 대화와 오락기 사용등 재미난 요소들이 많이 더해주어 일반 스타크래프트 게임 플레이 외에도 색다른 재미를 느끼도록 했다. 특히 히페리온 함 휴게실에 비치되어있는 길 잃은 바이킹이라는 슈팅게임기가 있는데 이것을 유저가 직접 플레이할 수 있으며 관련 업적도 존재한다.

### 자원과 기본 전략
스타크래프트 II: 자유의 날개에서는 신개념의 자원이 추가되지는 않고 광물과 가스 채취의 플레이를 유지하였다. 하지만 전작과 달리 스타크래프트 II에서는 기존 광물보다 40% 많은 양의 광물을 채취할 수 있는 풍부한 광물이 추가되었다.(풍부한 광물 지대는 기존 광물보다 2원씩 더 캔다.) 그러나 이 지대는 확장 지대에 퍼져있기 때문에 이 지대를 차지하기 위한 치열한 전투가 많아진다. 또한 전작 스타크래프트에서는 베스핀 간헐천이 한 광물 지대마다 하나씩만 존재하였으나 게임의 속도감있는 진행을 위해 스타크래프트 II에선 한 광물 지대마다 두 개의 베스핀 간혈천이 존재한다. 채취량도 전작보다 반으로 줄었다. 전작과는 달리 가스를 모두 캐고나면 가스는 더 이상 캘수가 없다. 따라서 전작보다 더 가스가 부족하게 되었다.그래서 가스가 많이 드는 유닛(고위기사,살모사,밤까마귀 등)을 훈련 하기 위해서는 멀티가 생명이다. 이를 통해 기존 스타크래프트에 존재했던 자원 채취전략이 대폭 달라졌으며, 그만큼 자원 전쟁도 크게 달라졌다.

### 유닛 컨트롤
전작 스타크래프트에서는 빠른 손놀림으로 일부 유닛을 활용하여 다수의 적군을 제압하는 방식이 찬양 받았고, 블리자드 엔터테인먼트는 그 방식을 스타크래프트 II에서도 적용한다고 했다. 그 결과, 새로운 신규 유닛들의 빠른 컨트롤이 새로운 전략으로 나타났으며, 이 유닛들을 얼마나 잘 활용하는가에 따라 승패를 좌우할 수 있게 되었다. 또, 분당 행동수(APM)이 빠르면 컨트롤에 유리하다.
- 예: 테란의 불곰의 충격탄 컨트롤과 화염차 컨트롤, 해병의 산개, 해병의 허리돌리기, 밤까마귀의 국지방어기 및 저그의 바퀴와 맹독충 잠복활용, 여왕의 수혈, 감염충의 신경기생충 그리고 프로토스의 파수기의 역장과 수호방패, 불사조의 중력자 광선, 고위기사의 사이오닉 폭풍, 불멸자의 중장갑 요격 등

## 기타 사항
스타크래프트 II가 전작과 달리 한글화 되면서 유닛/건물의 이름이 한글식으로 번역되어, 전작을 플레이하던 유저들에게 혼란을 주기도 하였다.
- 예 : Spawning Pool(스포닝 풀) - 산란못
- 예 : Zealot(질럿) - 광전사
- 예 : Siege Tank(시즈 탱크) - 공성 전차
- 예 : Battle Cruser(배틀 크루저) - 전투 순양함
- 예 : Hive(하이브)- 군락
- 예 : Hatchery(해처리)- 부화장
- 예 : Lair(레어) - 번식지
- 예 : Marine(마린) - 해병
- 예 : Supply Depot(서플라이 디포)- 보급고
- 예 : Barracks(배럭스)- 병영
- 예 : Command center(커맨드 센터)- 사령부
- 예 : Nexus(넥서스)- 연결체
- 예 : Gateway(게이트웨이)- 관문
- 예 : Cybemetics core(사이버네틱스 코어)- 인공제어소
- 예 : Stargate(스타게이트)- 우주관문
- 예 : Factory(팩토리)- 군수공장
- 예 : Starport(스타포트)- 우주공항
- 예 : Dragoon(드라군)- 용기병
- 예 : Archon(아칸)- 집정관
- 예 : High Templer(하이 템플러)- 고위기사
- 예 : Dark Templet(다크 템플러)- 암흑기사
- 예 : Ghost(고스트)- 유령
- 예 : Carrier(캐리어)- 우주모함

### 스타크래프트 II 편집기
스타크래프트 II 편집기는 스타크래프트 II의 새로운 지도 편집기로, 블리즈컨 2009에서 이 지도 편집기로 만든 지도들이 공개되었다. 스타크래프트 II 베타 10차 패치에서 제한적인 기능을 가지고 공개되었다. 유즈맵으로 이름을 날렸던 워크래프트 III 월드 에디터보다 기능이 월등히 뛰어나다는 평을 받고 있다.

### 예고 동영상
스타크래프트 II의 예고 동영상은 영어와 한국어판 두 가지 언어로 만들어졌다. 특히 한국어 버전에서는 말할 때 입 모양까지 한국어를 발음하는 그대로 표현이 되었다. 다른 언어의 동영상은 영어 버전에 각 언어로 자막이 입혀졌다. 다음은 각 언어별 해병(타이커스 핀들레이)의 대사이다.
- 한국어판: 드디어, 올 것이 왔군.
- 영어판: Hell, it's about time.
- 독일어판: Verdammt, Wurde aber auch zeit.
- 에스파냐어판: Diablos, Ya era hora.
- 프랑스어판: Bon sang, c'est pas trop tôt.

### 구글 DeepMind의 스타크래프트 2 인공 지능 알파스타
"저희는 DeepMind를 'AGI', 즉 인공 일반 지능이라고 부르는 인공 지능으로 만들고 있어요. 특정한 하나의 게임 에이전트만이 아니라 학습 패러다임을 이해함으로써 사전 지식 없이 어떤 게임이든 플레이할 수 있는 에이전트를 만드는 중이죠." - Oriol Vinyals
딥마인드의 스타크래프트 2 프로젝트 총책임자 Oriol Vinyals에 따르면 스타크래프트 II용으로 개발하고 있는 인공 지능은 스타크래프트 2뿐만이 아니라, 어떤 게임에도 적용할 수 있는 인공 일반 지능이 목표라고 한다.
알파고를 스타크래프트 2에 적용한 알파스타 (AlphaStar)가 프로게이머 TLO와 MaNa를 이겼다.

## 평가
| StarCraft II: Wings of Liberty |        |
| --- | ------ |
| 통합 점수 통합사 점수 게임랭킹스 92.39% [ 12 ] 메타크리틱 93/100 [ 13 ] 평론 점수 평론사 점수 CVG 9.3/10 [ 14 ] 유로게이머 9/10 [ 15 ] 게임 인포머 10/10 [ 16 ] 게임 레볼루션 B+ [ 17 ] 게임스팟 9.5/10 [ 18 ] 게임스파이 [ 19 ] 게임스레이더+ 10/10 [ 20 ] 게임트레일러스 9.5/10 [ 21 ] 자이언트 밤 [ 22 ] IGN 9/10 [ 23 ] Joystiq [ 24 ] VideoGamer.com 10/10 [ 25 ] 엑스플레이 [ 26 ] NZGamer.com 9.8/10 [ 27 ] Softpedia 9/10 [ 28 ] |        |
| 통합 점수 |        |
| 통합사 | 점수   |
| 게임랭킹스 | 92.39% |
| 메타크리틱 | 93/100 |
| 평론 점수 |        |
| 평론사 | 점수   |
| CVG | 9.3/10 |
| 유로게이머 | 9/10   |
| 게임 인포머 | 10/10  |
| 게임 레볼루션 | B+     |
| 게임스팟 | 9.5/10 |
| 게임스파이 | [ 19 ] |
| 게임스레이더+ | 10/10  |
| 게임트레일러스 | 9.5/10 |
| 자이언트 밤 | [ 22 ] |
| IGN | 9/10   |
| Joystiq | [ 24 ] |
| VideoGamer.com | 10/10  |
| 엑스플레이 | [ 26 ] |
| NZGamer.com | 9.8/10 |
| Softpedia | 9/10   |

## 같이 보기
- 블리자드 엔터테인먼트
- 스타크래프트
- 스타크래프트: 브루드 워
- 스타크래프트 II: 군단의 심장
- 스타크래프트 II: 공허의 유산
- 스타크래프트 II: 천국의 악마들
- 스타크래프트 II: 자유의 날개/용병
- 글로벌 스타크래프트 II 리그
- 배틀넷
- e스포츠
- PC 게임